# Walter Janssen (acteur)
Pour les articles homonymes, voir Janssen.
Ne pas confondre avec l'archéologue allemand Walter Janssen (1936-2001).
Walter (Philipp) Janssen est un acteur et réalisateur allemand, né le 7 février 1887 à Krefeld (province de Rhénanie, Empire allemand), et mort le 1er janvier 1976 à Munich (Bavière).

## Biographie
Il débute au théâtre comme acteur en 1906 et contribue au cinéma à cent cinquante films, principalement allemands, mais également étrangers ou en coproduction, sortis entre 1917 et 1970.
Il joue dans les films muets Les Trois Lumières de Fritz Lang (1921, avec Lil Dagover et Bernhard Goetzke), Carrousel de Dimitri Buchowetzki (1923, avec Aud Egede-Nissen) et Le Canard sauvage de Lupu Pick (1926, avec Werner Krauss et Mary Johnson).
Après le passage au parlant, il joue notamment dans Les Deux Rois d'Hans Steinhoff (1935, avec Emil Jannings et Werner Hinz), Aimé des dieux de Karl Hartl (1942, avec Hans Holt personnifiant Wolfgang Amadeus Mozart, lui-même interprétant Leopold Mozart) et La Nuit quand le diable venait de Robert Siodmak (1957, avec Claus Holm et Annemarie Düringer).
À la télévision, il apparaît dans vingt-trois téléfilms diffusés entre 1955 et 1969, auxquels s'ajoutent huit séries de 1955 à 1971.
En outre, Walter Janssen est le réalisateur de huit films allemands, les deux premiers sortis en 1934 ; les deux derniers sortent en 1954, dont Hänsel und Gretel (avec Ellen Frank).

## Filmographie

### Acteur (sélection)

#### Cinéma
(films allemands, sauf mention contraire)
- 1919 : Der Tänzer de Carl Froelich : rôle-titre
- 1921 : Les Trois Lumières (Der müde Tod) de Fritz Lang : le jeune homme (« lui »)
- 1922 : Pierre le Grand (Peter der Große) de Dimitri Buchowetzki : le tsarévitch Alexis
- 1922 : La Fin du duc de Ferrante (Herzog Ferrantes Ende) de Paul Wegener : Antonio
- 1923 : La Cible vivante (Karusellen) de Dimitri Buchowetzki (film suédois) : Robert Benton
- 1923 : Le favori de la reine (Die Liebe einer Königin) de Ludwig Wolff : le roi Christian VII[1].
- 1925 : Tragödie de Carl Froelich : le comte Tamar
- 1926 : Le Canard sauvage (Das Haus der Lüge) de Lupu Pick : Greger
- 1927 : Marie Stuart (Maria Stuart) de Friedrich Fehér : Lord Darnley
- 1928 : Die kleine Sklavin de Luise et Jakob Fleck
- 1929 : Les Roses blanches de Gilmore (Die weißen Rosen von Ravensberg) de Rudolf Meinert : le comte von Erlenstein
- 1929 : Die Nacht gehört uns de Carl Froelich : M. Marten
- 1930 : Deux Cœurs, une valse (Zwei Herzen im Dreiviertel-Takt) de Géza von Bolváry : Toni Hofer, compositeur d'opérettes
- 1930 : Le Concert de flûte de Sans-Souci (Das Flötenkonzert von Sanssouci) de Gustav Ucicky : Maltzhan
- 1930 : La Ville qui chante (Die singende Stadt) de Carmine Gallone : le professeur Andreas Breuling
- 1931 : Yorck de Gustav Ucicky : le vicomte de Noailles
- 1931 : Die Faschingsfee d'Hans Steinhoff : von Grefelingen
- 1933 : Lachende Erben de Max Ophüls : Robert Stumm
- 1933 : La Chorale de Leuthen (Der Choral von Leuthen) de Carl Froelich : le generalfeldmarschall comte von Daun
- 1934 : Maskerade de Willi Forst (film autrichien) : Paul Harandt
- 1935 : Les Deux Rois (Der alte und der junge König) d'Hans Steinhoff : von Natzmer
- 1935 : Episode de Walter Reisch (film autrichien) : Dr Steidler
- 1936 : Die Entführung de Géza von Bolváry : Georges Merville
- 1937 : Serenade de Willi Forst : Alfred Ritter
- 1938 : Rote Orchideen de Nunzio Malasomma : l'inspecteur Moras
- 1941 : Les Comédiens (Komödianten) de Georg Wilhelm Pabst : Koch
- 1941 : Je t'aimerai toujours (Immer nur-Du !) de Karl Anton : Wieland
- 1942 : Attentat à Bakou (Anschlag auf Baku) de Fritz Kirchhoff : le magnat suédois Hanson
- 1942 : Aimé des dieux (Wen die Götter lieben) de Karl Hartl : Leopold Mozart
- 1943 : Tragédie au cirque (Die große Nummer) de Karl Anton : Zeller
- 1945 : Der stumme Gast d'Harald Braun : l'apothicaire Eccelius
- 1951 : Le Traître (Decision Before Dawn) d'Anatole Litvak (film américain) : Fiedl
- 1952 : Le Rêve multicolore (Der bunte Traum) de Géza von Cziffra : Tamaroff
- 1952 : Der Obersteiger de Franz Antel (film autrichien) : Louis Ier de Bavière
- 1953 : Alles für Papa de Karl Hartl : Severin
- 1953 : Sérénade de la rue (Straßenserenade) de Werner Jacobs : le directeur Bartoli
- 1954 : Schloß Hubertus d'Helmut Weiss : Arzt
- 1954 : La Mouche (Die Mücke) de Walter Reisch : Lotsch
- 1956 : La Nuit de la Saint-Jean (Johannisnacht) de Harald Reinl : Dr Knapp
- 1957 : La Nuit quand le diable venait (Nachts, wenn der Teufel kam) de Robert Siodmak : Boehm
- 1958 : Congé de mariage (Immer die Radfahrer) d'Hans Deppe : le directeur du théâtre Popp
- 1958 : Bien joué mesdames (Hoppla, jetz kommt Eddie) de Werner Klingler : le professeur Jensen
- 1959 : Vieil Heidelberg (Alt Heidelberg) d'Ernst Marischka : le maréchal de la cour au château de Karlsburg
- 1970 : Something for Everyone d'Harold Prince (film américain) : le père Georg

#### Télévision
(téléfilms)
- 1955 : Das kalte Licht de Leo Mittler : Nikolaus Löwenschild
- 1957 : Das Abschiedssouper de Charles Régnier : Kellner
- 1963 : Das Echo d'Ottokar Runze : le grand homme
- 1964 : Bei Tag und Nacht de Fritz Umgelter : Ottavio

### Réalisateur (intégrale)
(cinéma)
- 1934 : Schön ist es, verliebt zu sein
- 1934 : Rosen aus dem Süden
- 1935 : Alle Tage ist kein Sonntag
- 1935 : Wer wagt – gewinnt
- 1940 : Leidenschaft
- 1951 : Die Alm an der Grenze
- 1954 : Hänsel und Gretel
- 1954 : Rotkäppchen